# Karoen
De Karoen (Perzisch: كارون ) is de langste rivier in Iran.
Het is de enige rivier in Iran waarop scheepvaart mogelijk is. Haar lengte is ongeveer 720 kilometer en de rivier loopt van de Zard Kuh in het Zagrosgebergte, via Ahvaz, de hoofdstad van Khuzestan, tot in de Perzische Golf.
De naam van de rivier Karoen is afgeleid van het Perzische Kuhrang, de naam van een deel van het gebergte waar deze rivier ontspringt.
De waterafvoer van de rivier is gemiddeld zo’n 500 m3 per seconde over het hele jaar gemeten. In de voorjaar wordt de rivier gevoed door smeltwater en in april piekt de waterafvoer. In de laatste vier maanden van het kalanderjaar is de afvoer het laagst.
In de rivier liggen diverse dammen om het water vast te houden voor de irrigatie, drinkwatervoorziening en voor de opwekking van elektriciteit. De waterkrachtcentrale Gotvand en Karoen 4 zijn grote centrales in de rivier.
Tijdens de Irak-Iranoorlog (22 september 1980 tot 20 augustus 1988) was de Karoen de linie waar de Iraniërs de Irakese opmars wisten te stoppen.